# Palmer, Kansas
Palmer är en ort i Washington County i Kansas. Vid 2020 års folkräkning hade Palmer 125 invånare.